# Lee Hyung-taik
Lee Hyung-taik (* 3. Januar 1976 in Hoengseong) ist ein ehemaliger südkoreanischer Tennisspieler.

## Karriere
Lee wurde in einem kleinen, vom Kartoffelanbau geprägten Dorf in der Provinz Gangwon-do geboren. Im Alter von neun Jahren begann er Tennis zu spielen. 1995 schloss er sich dem Profitennis an.
Erstmals machte er im Jahr 2000 auf sich aufmerksam, als er bei den US Open bis in die vierte Runde vordrang und erst dort dem US-Amerikaner Pete Sampras unterlag. 2003 gewann Lee als erster Koreaner ein ATP-Turnier. Bei den Adidas International in Sydney schlug er als Qualifikant im Finale Juan Carlos Ferrero. Im gleichen Jahr gewann er zusammen mit dem Belarussen Uladsimir Waltschkou das Doppelturnier der Siebel Open in San José.

## Erfolge
| Legende (Anzahl der Siege)                       |
| Grand Slam                                       |
| Tennis Masters Cup ATP World Tour Finals         |
| ATP Masters Series ATP World Tour Masters 1000   |
| ATP International Series Gold ATP World Tour 500 |
| ATP International Series ATP World Tour 250 (2)  |
| ATP Challenger Tour (18)                         |

| Titel nach Belag |
| Hartplatz (2)    |
| Sand (0)         |
| Rasen (0)        |

### Einzel

#### Turniersiege

##### ATP World Tour
| Nr. | Datum           | Turnier | Belag     | Finalgegner         | Ergebnis        |
| --- | --------------- | ------- | --------- | ------------------- | --------------- |
| 1.  | 13. Januar 2003 | Sydney  | Hartplatz | Juan Carlos Ferrero | 4:6, 7:66, 7:64 |

##### ATP Challenger Tour
| Nr. | Datum              | Turnier      | Belag         | Finalgegner            | Ergebnis        |
| --- | ------------------ | ------------ | ------------- | ---------------------- | --------------- |
| 1.  | 7. November 1999   | Yokohama (1) | Hartplatz (i) | Paradorn Srichaphan    | 6:3, 6:0        |
| 2.  | 20. August 2000    | Bronx        | Hartplatz     | Reginald Willems       | 6:4, 6:1        |
| 3.  | 12. November 2000  | Seoul (1)    | Hartplatz     | Radek Štěpánek         | 6:4, 6:4        |
| 4.  | 28. Oktober 2001   | Seoul (2)    | Hartplatz     | Gōichi Motomura        | 6:3, 6:4        |
| 5.  | 1. Dezember 2002   | Yokohama (2) | Teppich (i)   | John van Lottum        | 2:6, 7:62, 7:66 |
| 6.  | 20. September 2003 | Seoul (3)    | Hartplatz     | Dennis van Scheppingen | 6:3, 6:3        |
| 7.  | 13. September 2004 | Seoul (4)    | Hartplatz     | Jean-René Lisnard      | 3:6, 7:5, 6:2   |
| 8.  | 30. Oktober 2005   | Seoul (5)    | Hartplatz     | Nicolas Thomann        | 4:6, 6:1, 7:66  |
| 9.  | 4. Juni 2006       | Busan        | Hartplatz     | Danai Udomchoke        | 6:3, 6:2        |
| 10. | 30. Juli 2006      | Lexington    | Hartplatz     | Amer Delić             | 5:7, 6:2, 6:3   |
| 11. | 5. November 2006   | Seoul (6)    | Sand          | Björn Phau             | 6:2, 6:2        |
| 12. | 26. Oktober 2008   | Seoul (7)    | Hartplatz     | Ivo Minář              | 6:4, 6:0        |
| 13. | 23. November 2008  | Yokohama (3) | Hartplatz     | Gō Soeda               | 7:5, 6:3        |

#### Finalteilnahmen
| Nr. | Datum          | Turnier | Belag | Finalgegner  | Ergebnis |
| --- | -------------- | ------- | ----- | ------------ | -------- |
| 1.  | 30. April 2001 | Houston | Sand  | Andy Roddick | 5:7, 3:6 |

### Doppel

#### Turniersiege

##### ATP World Tour
| Nr. | Datum            | Turnier  | Belag         | Partner              | Finalgegner                    | Ergebnis      |
| --- | ---------------- | -------- | ------------- | -------------------- | ------------------------------ | ------------- |
| 1.  | 16. Februar 2003 | San José | Hartplatz (i) | Uladsimir Waltschkou | Paul Goldstein Robert Kendrick | 7:5, 4:6, 6:3 |

##### ATP Challenger Tour
| Nr. | Datum              | Turnier           | Belag     | Partner      | Finalgegner                      | Ergebnis      |
| --- | ------------------ | ----------------- | --------- | ------------ | -------------------------------- | ------------- |
| 1.  | 27. Oktober 1996   | Seoul II          | Sand      | Yoon Yong-il | Fredrik Bergh Patrik Fredriksson | 6:4, 6:4      |
| 2.  | 16. Juli 2000      | Granby            | Hartplatz | Yoon Yong-il | Frédéric Niemeyer Jerry Turek    | 7:63, 6:3     |
| 3.  | 30. Juli 2000      | Winnetka          | Hartplatz | Yoon Yong-il | Matthew Breen Luke Smith         | 2:6, 7:5, 6:3 |
| 4.  | 20. September 2003 | Seoul             | Hartplatz | Alex Kim     | Alex Bogomolow Jeff Salzenstein  | 1:6, 6:1, 6:4 |
| 5.  | 19. März 2006      | Ho-Chi-Minh-Stadt | Hartplatz | Cecil Mamiit | Jacob Adaktusson Dudi Sela       | 6:4, 6:2      |